# Lioubomyr Housar
Lioubomyr Housar M.S.U. (en ukrainien : Любомир Гузар (Lioubomyr Houzar)), né le 26 février 1933 à Lwów, alors en Pologne, et mort le 31 mai 2017 à Kniazhychi (en) dans l'oblast de Kiev en Ukraine, est un moine studite, archevêque majeur de Kiev, primat de l'Église grecque-catholique ukrainienne de 2001 à 2011 et cardinal de l'Église catholique à partir de 2001.

## Biographie

### Jeunesse et formation
Né en 1933 en Pologne à Lwów (aujourd'hui Lviv, en Ukraine), Housar et sa famille fuient les persécutions nazie et communiste et émigrent vers l'Autriche en 1944 avant de rejoindre les États-Unis en 1949. Il étudie à l'Université catholique d'Amérique et à l'Université de Fordham aux États-Unis et est ordonné prêtre le 30 mars 1958 pour l'éparchie de Stamford des Ukrainiens.

### Prêtre
De 1958 à 1969, il enseigne au séminaire du Collège de Saint Basile et exerce son activité pastorale auprès de la diaspora ukrainienne à  Ellenville et à Kerhonkson dans l'État de New York. En 1969, Housar part pour Rome où il reprend des études qui lui permettent d'obtenir en 1972 un doctorat en théologie. Après l'obtention de celui-ci, il entre au Monastère des Studites, le Studion à Grottaferrata en Italie où il prononce ses vœux le 24 juin 1973, avant d'en être nommé Supérieur en mai 1974.

### Évêque
Il est consacré évêque le 2 avril 1977 de manière clandestine et sans l'accord formel de Rome, par le cardinal Josyf Slipyj, alors primat de l’Église grecque-catholique ukrainienne, avec comme co-consécrateurs Ivan Prasko (en) et Isidore Borecky (en). Le cardinal Slipyj le nomme par la suite archimandrite des moines studites hors d'Ukraine. En 1985, après la mort du cardinal, il est nommé protosyncelle (c'est-à-dire vicaire général) du nouveau primat, Myroslav Ivan Lubachivsky.
En 1993, avec toute la communauté monastique du Studion, il retourne en Ukraine à Zymna Voda dans l'éparchie de Lviv, puis en 1995 à Kolodiyivka dans l'éparchie de Ternopil–Zboriv (en).
Le 22 février 1996 le Saint-Siège le reconnait effectivement comme évêque et lui attribue le siège titulaire de Nisa di Licia. Le 2 avril suivant, il est nommé à la tête du nouvel exarchat archiépiscopal de Kiev-Vishorod. Il y reste peu de temps puisque dès le 14 octobre de la même année, le Synode des évêques de l’Église grecque-catholique ukrainienne le désigne comme auxiliaire de l'archevêque majeur, avec facultés particulières pour assister le cardinal Lubachivsky affaibli par l'âge et la maladie.
Celui-ci meurt en décembre 2000. Le pape Jean-Paul II nomme alors Housar administrateur apostolique de l'archevêché majeur des Ukrainiens. Le Synode de l’Église l'élit archevêque majeur le 25 janvier 2001, l'élection étant confirmée par le pape dès le lendemain.
En août 2005, le siège du primat de l'Église grecque-catholique ukrainienne est transféré à Kiev. Le cardinal Housar devient alors le premier archevêque majeur de Kiev et de toute la Galicie.
Il se retire le 10 février 2011.

### Cardinal
Lors du consistoire du 21 février 2001, le pape Jean-Paul II l'a créé cardinal avec le titre de cardinal-prêtre de Santa Sofia a via Boccea.
En janvier 2003, il intègre la « mafia de Saint-Gall ».
Il participe au conclave de 2005 qui voit l'élection de Benoît XVI. Il atteint la limite d'âge le jour de ses 80 ans, le 26 février 2013, deux jours avant la vacance du siège apostolique consécutive à la renonciation de Benoît XVI ce qui l'empêche de participer aux votes du conclave de 2013 (élection de François).
Il meurt le 31 mai 2017 à Kniazhychi dans l'oblast de Kiev en Ukraine.

## Succession apostolique
Lioubomyr Housar a ordonné les évêques suivants :
- Évêque Stepan Meniok (en), C.SS.R. (2002)
- Archéparque Ihor Voz'njak (it), C.SS.R. (2002)
- Évêque Hlib Lonchyna, M.S.U. (2002)
- Évêque Paul Chomnycky (en), O.S.B.M. (2002)
- Évêque David Motiuk (2002)
- Évêque Richard Seminack (en) (2003)
- Archéparque Volodymyr Viytyshyn (en) (2003)
- Évêque Stephen Chmilar (en) (2003)
- Évêque Vasyl Ivasyuk (en) (2003)
- Archevêque Volodêmer Koubetch (pt), O.S.B.M. (2004)
- Archevêque Vasyl Semenjuk (it) (2004)
- Évêque Mykola Simkaylo (de) (2005)
- Évêque Bohdan Dzjurach (it), C.SS.R. (2006)
- Évêque John Bura (en) (2006)
- Évêque Dionisio Lachovicz (en), O.S.B.M. (2006)
- Évêque Meron Mazur (pt), O.S.B.M. (2006)
- Évêque Jaroslav Pryriz (en), C.SS.R. (2006)
- Évêque Josaphat Oleh Hovera (en) (2008)
- Évêque Taras Senkiv (en), O.M. (2008)